# Udo Toniato
Udo (Luigi) Toniato, né le 15 novembre 1930 à Borgoforte – mort le 21 octobre 2011 à Guastalla,, est un peintre naïf italien.

## Expositions
- Brescia, 1969
- Rome, 1970
- Cologne, 1970
- Florence, 1970
- Zagreb, 1972
- Rencontre internationale de Lugano, 1973
- Palazzolo sull'Oglio, 1973
- Milan, 1974
- Incontro con i grandi Naïf italiani à Crevalcore, 1974
- Premio Nazionale di Pittura dei Naïfs Italiani à Luzzara